# إلين يانسن
إلين يانسن (بالهولندية: Ellen Jansen) (و. 1992  م) هي لاعبة كرة قدم، من مملكة هولندا، تلعب كمُهَاجِمَة.

## روابط خارجية
- إلين يانسن على موقع الاتحاد الدولي (مؤرشف)  (الإنجليزية)
- إلين يانسن على موقع الاتحاد الأوربي (الإنجليزية)
- إلين يانسن على موقع قاعدة بيانات كرة القدم.إي يو (الإنجليزية)
- إلين يانسن على موقع Soccerway.com (الإنجليزية)